# Pieve di Sant'Ilario
La pieve di Sant'Ilario è un edificio sacro che si trova in piazza XX Settembre a Bibbona.

## Storia
L'esistenza della chiesa è attestata già nel XII secolo all'interno del castello di Bibbona. Un'altra pieve, dedicata all'omonimo santo, era stata precedentemente eretta fuori dalle mura.

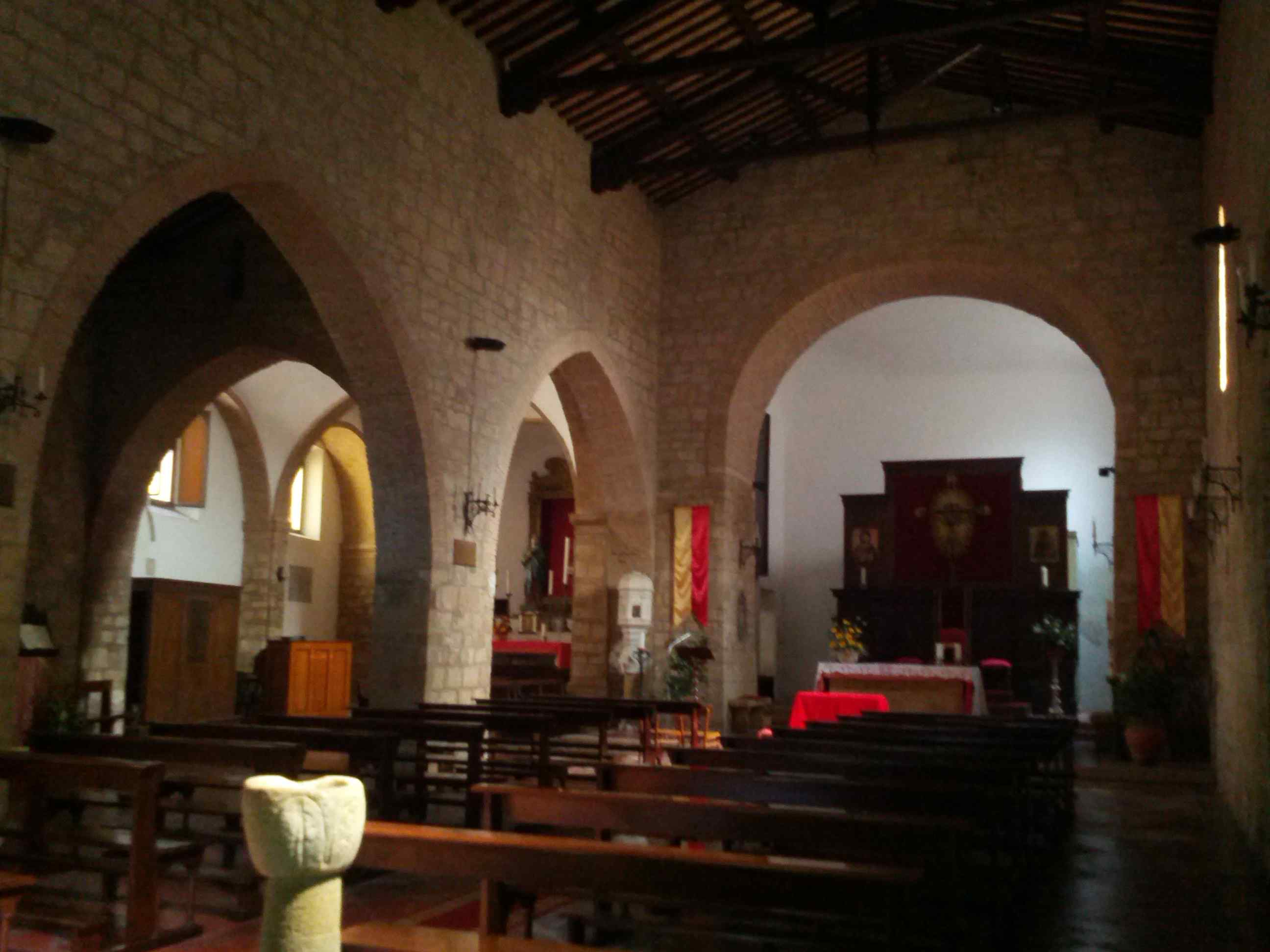
Navata centrale

Inizialmente a una navata, fu successivamente ampliata e nel Cinquecento divenne pieve, ovvero una chiesa dotata di fonte battesimale.
L'edificio andò comunque incontro ad un lento declino e nel tempo fu oggetto di ripetuti restauri e modifiche.
Probabilmente nel Seicento furono murati gli archi che separavano la navata originaria dal successivo ampliamento, tanto che, ancora alla fine dell'Ottocento, essa risultava ad una navata, con una porta posta sul lato sinistro dalla quale si accedeva alla cappella del Santissimo Sacramento.
Nel corso del Novecento la pieve è stata oggetto di un restauro che ha ripristinano la presunta configurazione originale; in particolare furono riaperti gli archi lungo la navata e fu rimosso l'intonaco che ricopriva le superfici interne.

## Descrizione
La chiesa presenta un'inconsueta forma trapezoidale dovuta all'aggiunta trecentesca della navatella sinistra. L'edificio mantiene una parte originaria, risalente al periodo romanico, costituita dal lato destro e dalla facciata, il cui portale a tutto sesto è un rifacimento in stile; la navata sinistra, per i caratteri formali, è da ascrivere al XIV-XV secolo.
All'interno si conservano due acquasantiere marmoree ottagonali: la prima, trecentesca, a riquadri con elementi fitomorfici e geometrici e con teste umane e zoomorfe; l'altra, nella zona absidale, è opera, come il ciborio, di artisti locali e risale al XVI secolo. 
Di particolare interesse è la tela con la Madonna del Rosario, ancora ascrivibile al Cinquecento.